# 2000년 하계 올림픽 양궁 남자 단체
제27회 하계 올림픽 양궁 남자 단체 경기는 2000년 9월 16일과 22일 오스트레일리아 시드니 국제 양궁장에서 열렸다.